# Robin Král
Robin Král (* 1981, Praha) je český básník, textař, překladatel a pedagog. Je autorem poezie pro děti a překladatelem dětské literatury. Píše a překládá poezii a písňové texty pro děti i dospělé.

## Život

### Studium a umělecké začátky
Robin Král se narodil v Praze v roce 1981. Po absolvování Gymnázia Arabská vystudoval estetiku na Filozofické Fakultě Univerzity Karlovy a obor Tvorba textu a scénáře na  Konzervatoři a Vyšší odborné škole Jaroslava Ježka.
S jeho básnickými epigramy se čtenáři mohli poprvé seznámit v roce 1998 v časopisech Květy a Elle, nebo také v Lidových novinách. Později publikoval texty pro děti mimo jiné v časopise Sluníčko a dalších a jiné básnické texty například v almanachu Různobježky a dalších sbornících.

### Učitelství
Od roku 2011 působí jako pedagog na Konzervatoři a VOŠ Jaroslava Ježka, obor Tvorba textu a scénáře.

## Dílo

### Poezie
Coby autor poezie pro děti knižně debutoval v roce 2011 knihou Šimon chce být krotitelem. O pět let později získal za svou knihu Vynálezárium ocenění Zlatá stuha i Magnesia Litera. Publikoval více než 20 původních dětských knih, z nichž většina je populární u dětských čtenářů i literárních kritiků. Uvádí, že se rád pohybuje někde na pomezí tvorby pro děti a pro dospělé. Jeho poezie je typická zvukomalebností, hravostí, rytmem, pointou, humorem a určitou mírou stylizovanosti. Často se rozhoduje pro konkrétní básnické formy, se kterými následně experimentuje. U dvou ze svých sbírek básní – Byl jeden pán (Pavel Mervart, 2016) a Jeden kluk z vesničky Květušín (Albatros, 2022) zvolil formu limeriku.
„(...) A co teprve když jde o umění limericků (pětiveršové hravé básně rýmového schématu aabba), které musejí mít švih, vtip, objevnost za přesného dodržení formátu. Tohle všechno Robin Král ovládá: jeho básnické sbírky určené dětem jsou opakovaně oceňované a už nyní se řadí mezi klasiku.“
Olga Stehlíková

### Překlady
Překládá z angličtiny, zejména literaturu pro děti a poezii pro děti. Přeložil knihu Gertrudy Steinové Svět je kulatý, knihy Lawrence Schimela, Paula McCartneyho, Julie Donaldson, Elli Woolard a Roalda Dahla. Do českého jazyka volně přebásnil La Fontainovy bajky a další.

### Písňové texty
Jako textař spolupracuje s několika divadly a řadou skladatelů a interpretů populární i vážné hudby. Je spoluautorem projektů Blázinec (Wiselimits, 2012), Ukolébavky (Pikola, 2017) a muzikálů Jak s máničkou šili všichni čerti (S+H 2014) a Spejbl a město hříchu (S+H 2016). Kromě desítek textů pro Divadlo Spejbla a Hurvínka napsal texty, které nazpívala řada známých zpěváků a herců. Jde o jména jako Jiří Suchý, David Koller, Iva Pazderková, Marek Eben, Xindl X, Ewa Farna, Viktor Preiss, Klára Vytisková, Tomáš Klus, Ivan Hlas, Tomáš Hanák, Wabi Daněk, Jitka Molavcová a mnoho dalších. 
Širokou mediální odezvu zaznamenal především projekt Blázinec, na kterém spolupracoval se skladatelem Janem Lstibůrkem. Projekt prostřednictvím písňového cyklu mapoval celé spektrum psychických poruch. Písně nazpívala řada významných osobností české hudby tří generací. Byli mezi nimi již výše zmínění Tomáš Klus, Ewa Farna nebo Jiří Suchý. Projekt vznikl původně jako orchestrální revue s doprovodem 12členné kapely, kterou v roce 2011 uvedlo divadlo NoD. 

## Ocenění
- 2012 – Zlatá stuha – nominace (Překladová část: Beletrie pro děti) – Červená stuha[10]
- 2016 – Magnesia Litera (Litera za knihu pro děti a mládež) – Vynálezárium
- 2016 – Zlatá stuha (Literární část: Literatura faktu pro děti a mládež) – Vynálezárium
- 2019 – Nejkrásnější české knihy roku (Literatura pro děti a mládež – 2. místo) – Tonča a krasojezdec
- 2019 – SUK – čteme všichni (2. místo v kategorii Cena knihovníků) za překlad knihy Zog a princezna rebelka
- 2021 – Zlatá stuha (Překladová část: Beletrie pro děti) – Ezop o zvířátkách, Rudyard Kipling o zvířátkách
- 2022 – Zlatá stuha – nominace (Literární část: Beletrie pro děti) – Usínací knížka
- 2023 – Kniha dětského srdce  – (Cena učitelů)  –  za knihu Jeden kluk z vesničky Květušín
- 2025 – Zlatá stuha – nominace (Literární část: Beletrie pro děti) – Na pouti
- 2025 – Magnesia Litera – nominace (Litera za knihu pro děti a mládež) – Na pouti